# Геннадиос, Георгиос
Георгиос Геннадиос (греч. Γεώργιος Γεννάδιος, Силиврия Фракия 1786 — Афины 1854) — греческий просветитель и оратор XIX века.

## Биография
Геннадиос родился в 1786 году в городе Силиврия Восточной Фракии.
Отцом его был священник Анастасий, уроженец Эпира, именуемый в силу его сана Папанастасиу, мать звали Анна. Турецкие гонения вынудили священника Анастасия скрыться во фракийской Силиврии, где он с женой нашёл убежище у дальних родственников. Через 3 года священник умер и жена, взяв с собой маленького Георгия, вернулась в Эпир, к своим родственникам. Родственники взяли на себя заботу о матери и ребёнке и дали Георгию начальное образование. В дальнейшем Георгий был отправлен в Янина (город) продолжить учёбу в школе. По окончании школы Георгий отправился в Бухарест (Валахия), где один из его дядей был игуменом монастыря, продолжить своё образование. Его учителем в Бухаресте был Фотиадис. В 1804 году он поступил в Лейпцигский университет где его учителем был Wilhelm Ernst Weber.
В 1806 году в Италии был издана работа «Эллиники Номархиа» (греч. Ελλληνική Νομαρχία- свободный перевод «Греческий закон» или «Греческая демократия»), в прοлоге которой всего 3 слова: «думай, этого достаточно» (греч. Στοχάσου και αρκεί). Автор (или авторы) подписался словами «От Безымянного грека» (греч. Παρά Ανωνίμου του Έλληνος). Греческая историография считает «Номархию» самым зрелым образцом работы дореволюционного просвещения после Ригаса Фереоса, которая к тому же и была посвящена последнему. По сегодняшний день автор (авторы) этого значительного для последующих событий и греческой истории труда остаётся безымянным. Имя Геннадиоса находится в десятке предреволюционных греческих просветителей, на которых падает почётное подозрение в авторстве.
Геннадиос вернулся в Бухарест в 1814 году.
В 1815 году он стал помощником профессора при Неофите Дукасе (Княжеская академия в Бухаресте). В 1817—1820 Геннадиос жил в Одессе, после приглашения полученного от греческой общины города. Каподистрия, Иоанн, бывший тогда министром иностранных дел России, оказал ему поддержку с целью организации и руководства Греческого училища коммерции Одессы.
В 1820 году он вернулся в Бухарест, получив приглашения князя Александроса Суцоса, возглавить греческую школу города. В том же году он вступил в тайную греческую революционную организацию Филики Этерия.

## Греческая революция
24 февраля 1821 года посыльный ворвался в класс, где преподавал Геннадиос, с сообщением о том что Александр Ипсиланти, возглавивший «Этерию», перешёл Прут и поднял знамя восстания. Геннадиос бросил книги в огонь призывая учеников лицея к оружию: «Пришёл час доказать миру, который смотрит на вас, и Отечеству, которое на вас надеется, что вы достойные его сыны».
Ученики, коленнопреклонённые, давали древнюю клятву «не опозорю оружия священного» (греч. Ού καταισχυνώ τα όπλα τα ιερά). Геннадиос завершил ритуал словами «Сыны Отечества. Будьте достойны своих отцов. Час настал. Отечество взывает к вам освободить его или умереть» Геннадиос расцеловал своих учеников и закрыл школу.
Его ученики в своём большинстве вступили в Священный отряд (1821). Нет достоверных данных о участии самого Геннадиоса в военных действиях.
После поражения сил Александра Ипсиланти Геннадиос оказался в Одессе а оттуда перебрался в Дрезден. После 1822 года он вновь обосновался в Лейпциге.

## В восставшей Греции
Этеристы потерпели поражение в Молдово-Валахии, но пламя войны, начатой ими в Придунайских княжествах, продолжало полыхать в южных греческих землях.
Геннадиос выехал из Германии на Пелопоннес в 1826 году.
После 12-месячной героической обороны, защитники и население города Месолонгион (Третья осада Месолонгиона) совершили прорыв. Несколько сотен из оставшихся в живых прибыли в временную столицу, город Нафплион 18 мая 1826 года. В забитом беженцами городе, правительство образовало комитет, куда вошёл Геннадиос, для сбора денег для беженцев и продолжения войны. 8 июня, в день Святой Троицы, когда центральная площадь города была забита верующими, Геннадиос обратился с речью к народу. Геннадиос призвал народ «показать ещё раз туркам, что такое греческие ружья и мечи». Геннадиос продолжил: «Вы скажете что у нас нет денег на продолжение войны. Пусть каждый даст что может. Я отдаю свои последние 4 лиры. Больше у меня ничего нет. Но если кому нужен учитель для его детей пусть положит сюда предоплату».
Речь воздействовала на собравшихся. Ипсиланти, Дмитрий Константинович не имея денег отдал своё золотое и серебряное оружие. Американский филэллин Хауи, Самуэл, присутствующий при этом событии писал: «Взволнованный народ вынудил лидеров и богачей, желали ли они этого или нет, делать свой взнос, поскольку каждый раз когда произносили их имена, раздавался презрительный смех». Геннадиос не ограничился этим успехом и другой речью на следующий день сумел «экспроприировать» сотню коней для конницы Хадзимихалиса.
В мае 1827 года Геннадиос был включён в состав комитета 19-ти, готовившего текст новой Конституции. Всего через 22 дня текст был готов. Конституция начиналась словами: «Суверенитет принадлежит нации. Любая власть исходит от неё и существует ради неё».

## В возрождённой Греции

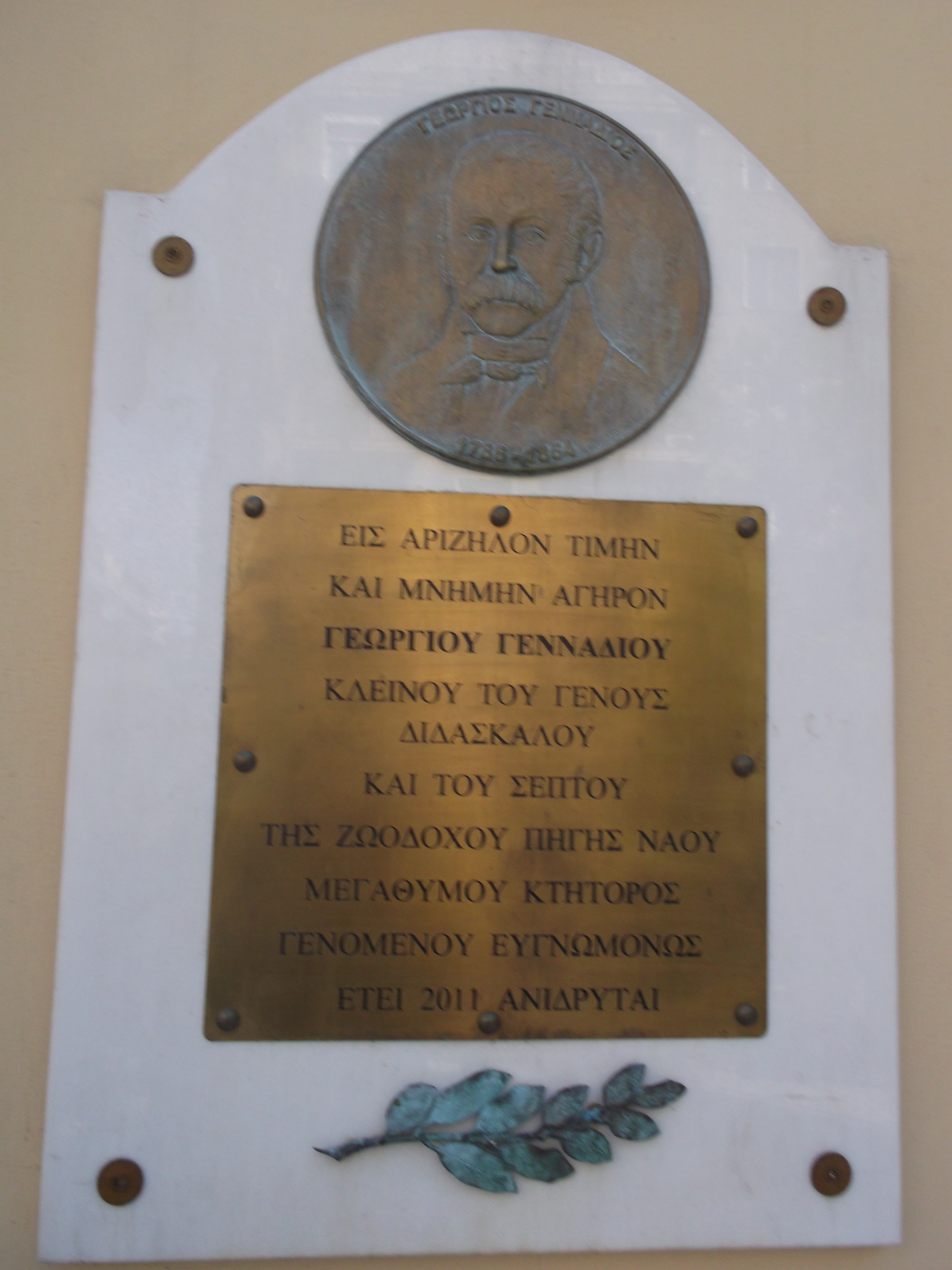
Мемориальная плита в память Г. Геннадиоса на стене Храма Живоносного Источника

Иоанн Каподистрия, ставший правителем Греции, поручил Геннадиосу вместе с Г. Константасом и И. Бентилосом составить официальную грамматику греческого языка. Одновременно Геннадиос основал школу на острове Эгина, позже переведенную в Афины. В 1832 году он был назначен директором Национальной библиотеки Греции.
Он создал также «Общество друзей образования» (Φιλεκπαιδευτική Εταιρεία), в котором стал первым президентом. Он преподавал в
школе Арсакион в Афинах и на небольшой промежуток времени Афинский университет назначил его преподавателем истории. В период 1842—1843 годов он возглавлял Нумизматический музей Афин.
В 1843 году Геннадиос предоставил земельный участок для строительства Храма Живоносного Источника и возглавил комитет воздвижения храма.
В 1854 году (см. Греция в годы Крымской войны) Геннадиос вступил в комитет освобождения Эпира-Фессалии и Македонии. Умер в ноябре 1854 года, во время эпидемии холеры, принесенной французскими войсками.
Имя Георгия Геннадиоса получила «Библиотека Геннадиоса» (Γεννάδειος Βιβλιοθήκη), созданная его сыном, Иоанном Геннадиосом (1844—1932) в 1926 году.

## Работы
- «Грамматика древнего греческого языка», (Γραμματική της αρχαίας Ελληνικής γλώσσης, 1832).
- «Синопсис Священной Истории» и 'Катехизис или Православное учение Восточной церкви' (Σύνοψις της Ιεράς Ιστορίας (1835) , Κατήχησις ή Ορθόδοξος διδασκαλία της Ανατολικής Εκκλησίας (1835)}.